# Марлен Калер
Марлен Калер (Швехат, 15. мај 2001) аустријска је пливачица чија ужа специјалност су трке слободним стилом на 400, 800 и 1.500 метара. Национална је првакиња и рекордерка у тркама на 800 и 1.500 метара и некадашња освајачица две бронзане медаље са Олимпијских игара младих.  

## Спортска каријера
Калерова је одрасла у градићу Швехату на истоку Аустрије где је и почела да тренира пливање још као девојчица. Пливачке тренинге је започела фокусирајући се на трке леђним стилом, да би се касније преорјентисала на слободни стил. 
На међународној пливачкој сцени је дебитовала као јуниорка 2016, а прво велико такмичење на коме је наступила те године је било Европско јуниорско првенство у Мађарској где је заузела 25. место у квалификацијама трке на 800 метара слободним стилом. Годину дана касније почела је да наступа и на сениорским такмичењима, а на првом већем сениорском такмичењу, Европском првенству у малим базенима у Копенхагену, најбољи пласман јој је било 15. место у трци на 800 метара слободним стилом.  
Успешну јуниорску каријеру завршила је 2018. освајањем три бронзане медаље, две на Олимпијским играма младих у Буенос Ајресу (400 и 800 слободно) и једну на Европском првенству у Хелсинкију (400 слободно). Исте године је пливала и на Европском сениорском првенству у Глазгову (11. место на 1.500 слободно) и Светском првенству у малим базенима у Хангџоуу (8. место на 4×200 слободно). 
У марту 2019. је на Отвореном првенству Мађарске у Дебрецину успела исплива квалификационе норме за Олимпијске игре у Токију у тркама на 800 и 1500 слободно. 
На светским првенствима у великим базенима је дебитовала у корејском Квангџуу 2019. где је пливала у све четири најдуже трке слободним стилом. Најбољи резултат је остварила у трци на 400 слободно коју је окончала на 14. месту. У трци на 1.500 слободно је била 19, на 800 слободно 22, а на 200 слободно 24. пливачица света. Почетком августа 2019. освојила је чак четири титуле првака државе на националном првенству Аустрије. 
Учествовала је и на Европском првенству у малим базенима у Глазгову 2019, те на Европском првенству у великим базенима у Будимпешти 2021, а најбољи резултат на оба такмичења јој је било 9. место у тркама на 800 метара. 